# 蓋氏新鰻鯰
蓋氏新鰻鯰，為輻鰭魚綱鯰形目鰻鯰科的其中一種，分布於巴布亞紐幾內亞的淡水流域，體長可達30公分，為底棲性魚類，喜歡在水質清澈、水流湍急的山區溪流、深潭，屬肉食性，生活習性不明。